# Roca Alta (Juneda)
La Roca Alta és una muntanya de 391 metres que es troba al municipi de Juneda, a la comarca catalana de les Garrigues.